# استان قرشهر
قِرشهر (به ترکی استانبولی: Kırşehir) نام یکی از استان‌های ترکیه است که در ناحیه آناتولی مرکزی واقع شده‌است.
مرکز این استان شهر قرشهر است.
جمعیت استان قرشهر ۲۵۳٫۲۳۹ نفر (سال ۲۰۰۰)، مساحت آن ۶۴۳۴ کیلومتر مربع و میانگین ارتفاع آن از سطح دریا ۹۸۵ متر است.

## شهرستان‌ها
- موجور Mucur
- آقچه‌کند Akçakent
- آق‌پینار Akpınar
- بُزتپه Boztepe
- چیچک‌داغی Çiçekdağı
- کمان Kaman
- قرشهر Kırşehir

## باشگاه فوتبال
ینی قرشهرسپور Yeni Kırşehirspor

## بارش
|  |

|  |

|  |

|  |

|  |

|  |

|  |

|  |

|  |

|  |

|  |

|  |